# 角椀漱

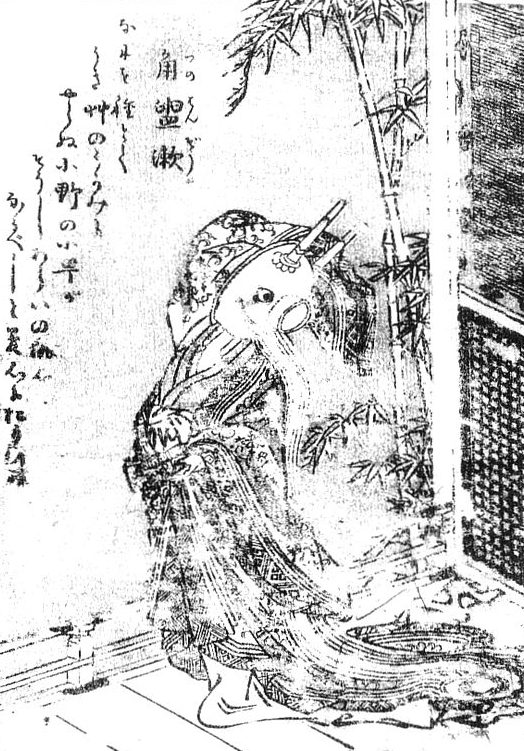
参考 : 鳥山石燕『百器徒然袋』にある妖怪「角盥漱」。水木しげるの著書では角椀漱の解説の挿絵としてこの画が用いられている。

角椀漱（つのわんすき）は、美濃国（岐阜県）の妖怪譚。

## あらすじ
その昔、ある年の盆のこと。ある長者のもとを、山奥に住むという武士が訪ね、客を招待するといって20人前の膳椀の借用を申し入れた。長者は相手が武士なので断ったときのことを恐れ、椀を貸した。しかし椀が返却されることはなく、それどころか毎年お盆のたびに武士は椀を借りに来た。
不思議に思った長者は、人を雇って武士の後を追わせた。武士は山奥の池にやって来て、椀を抱えて水の中へと姿を消した。武士を追っていた者は驚きながら長者の元に帰り、事の次第を伝えた。
気味悪く思った長者は、次に武士が椀を借りに来た時に一計を案じ、膳に縫い針を刺して貸し出した。するとそれきり、武士が現れることはなかった。主人はまた人を雇ってあの池を見に行かせたところ、水中には顔が椀の化け物がいたということだった。それ以来、長者たちは決してその池に近づかないようにしたという。
この妖怪譚は妖怪漫画家・水木しげるの著書『水木しげるの憑物百怪』にあるものだが、一次出典となる古典などの名称は挙げられていない。美濃にはこの妖怪譚と酷似した「椀借り武士」という伝説があり、あらすじはほとんど同一だが、池に椀の化け物がいたとの記述はない。